# طوابع البريد والتاريخ البريدي لمالطا
تأسست أول خدمة بريدية رسمية في الجزر المالطية في عام 1708، حيث تأسس مكتب البريد الرئيسي في منزل كومون تيسورو ‏ في فاليتا. ظهرت الوسوم البريدية الأولى على البريد في وقت لاحق في القرن الثامن عشر.
مرت الخدمة البريدية بعملية إصلاح في عام 1798 أثناء الاحتلال الفرنسي لمالطا، واستولى البريطانيون على الجزر في عام 1800. في أوائل القرن التاسع عشر، تم إنشاء مكتبين بريديين منفصلين في مالطا، وكان أحدهما جزءًا من مكتب البريد البريطاني. وفي عام 1849، تم دمج عملياتهما، وبدأ استخدام الطوابع البريدية البريطانية في مالطا في أغسطس 1857. صدر أول طابع بريد في مالطا، الطابع الأصفر بنصف بنس، في عام 1860 لاستخدامه في البريد المحلي، بينما استمرت الرسائل المرسلة إلى وجهات أجنبية في الحصول على ختم الطوابع البريطانية.
في عام 1885، أُنشأ مكتب بريد مالطا ولم تعد الطوابع الصفراء فئة نصف بنس والطوابع البريطانية صالحة في مالطا. تم إصدار مجموعة مكونة من ستة طوابع بريدية دائمة إلى جانب عدة أنواع من القرطاسية البريدية. استمرت الجزيرة في إصدار الطوابع والمستلزمات المكتبية طوال القرنين التاسع عشر والعشرين والحادي والعشرين.
في عام 1995، أُنشأت شركة خاصة باسم بوستا (Posta) لإدارة الخدمة البريدية. في عام 1998 تولت شركة مؤسسة البريد المساهمة العامة إدارة الشركة، وتم خصخصتها تدريجيًا بين عامي 2002 و2008.

## التاريخ البريدي

### حكم الإسبتارية والغزو الفرنسي (1530-1800)

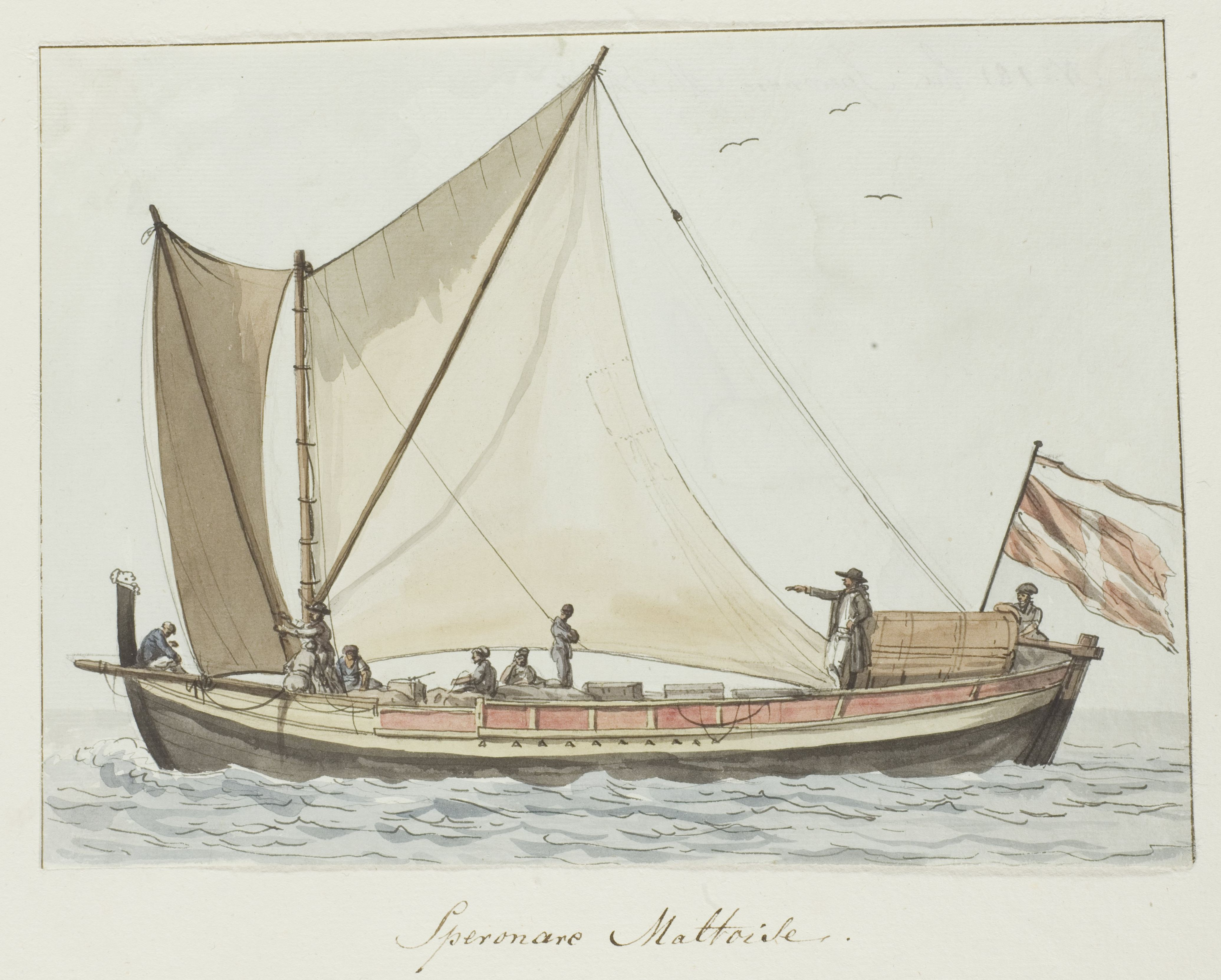
سفينة صغيرة تحمل الناس والبريد والبضائع الأخرى بين مالطا وصقلية.

أقدم المعلومات المعروفة عن البريد في مالطا تعود إلى الفترة التي كانت فيها الجزر تحت حكم فرسان الإسبتارية (نظام فرسان القديس يوحنا). يُعتقد أنه قبل وصول النظام إلى مالطا في عام 1530، كانت المراسلات بين مالطا وصقلية تتم على متن سفن خاصة. أقدم رسالة معروفة من مالطا يرجع تاريخها إلى 14 يونيو 1532؛ أرسلها فارس الإسبتارية فيليب فيلير دو لايل-آدم ‏ إلى فرانسوا دو دينتفيل الثاني ‏، أسقف أوكسير ‏، الذي كان أيضًا السفير الفرنسي في روما. بعد وباء الطاعون في عامي 1675 و1676، تم تطهير البريد في بارييرا في العاصمة فاليتا. في ذلك الوقت كان هناك مخاوف من أن الورق قد يحمل المرض.

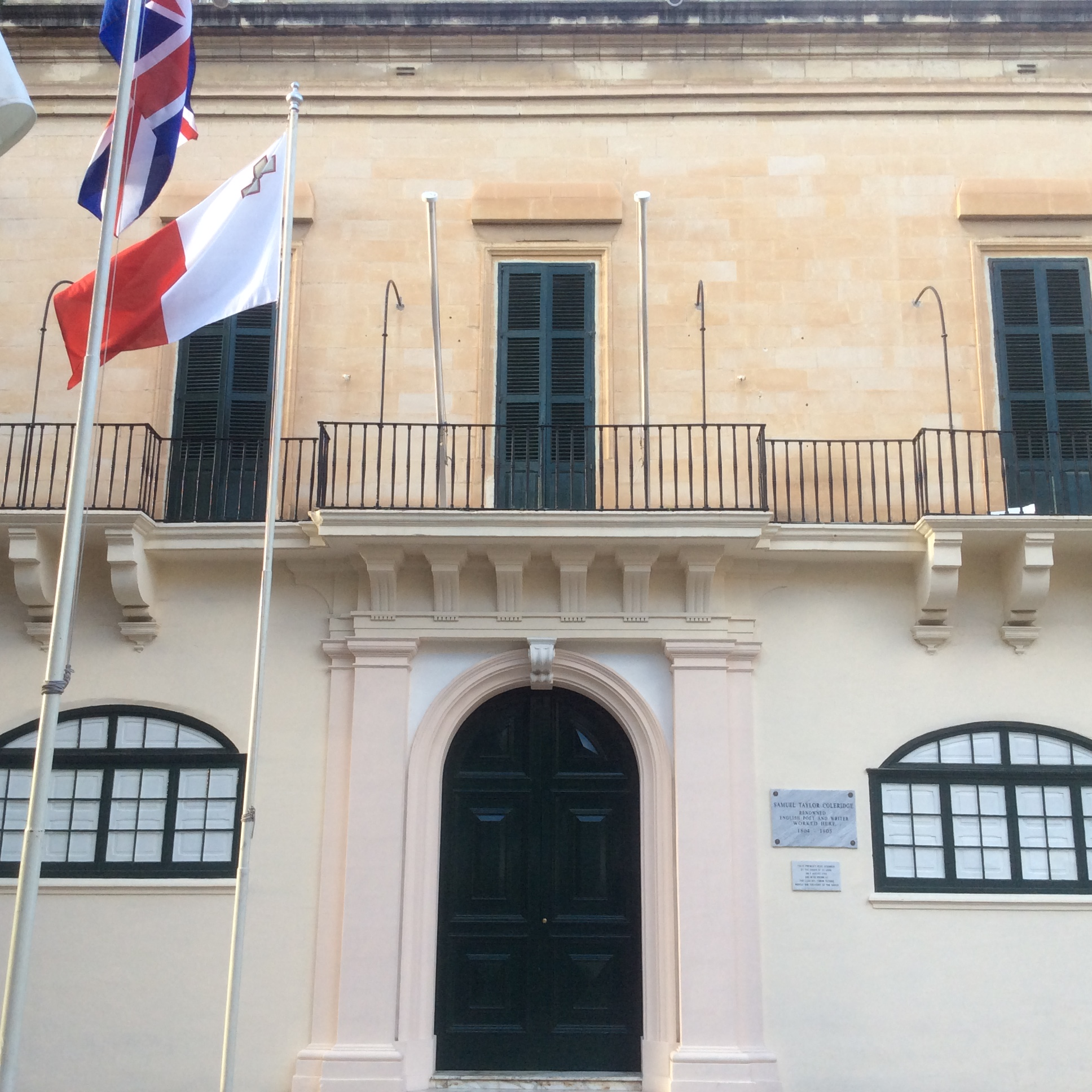
منزل كومون تيسورو في فاليتا، الذي ضم أول مكتب بريد في مالطا بين عامي 1708 و1849

في عام 1708، أنشأ رامون بيريلوس ‏ مفوضية البريد، والتي كانت أول خدمة بريدية فعلية في مالطا. تم إنشاء مكتب بريد داخل منزل كومون تيسورو ‏ في فاليتا. في هذه المرحلة، تم تقديم تعريفات ثابتة تعتمد على الوزن وعدد الأوراق ووجهة الرسالة. ظهرت العلامات البريدية الأولى على البريد المالطي في وقت ما في النصف الثاني من القرن الثامن عشر.
خلال حكم الإسبتارية، كانت معظم المراسلات المرسلة من أو إلى مالطا موجهة إلى الدول الإيطالية وفرنسا. وكان هناك أيضًا بريد يتم إرساله من وإلى اليونان وإسبانيا، ولكن لم يكن هذا البريد متكررًا.
في 18 يونيو 1798، بعد وقت قصير من الغزو الفرنسي لمالطا، أصدر نابليون قانونًا كان من المفترض أن يعيد تنظيم النظام البريدي في مالطا بحيث تغطي الرسوم البريدية نفقات تشغيل الخدمة البريدية.

### الحكم البريطاني المبكر (1799–1884)
بعد بضعة أشهر من الاحتلال الفرنسي، اندلعت ثورة وساعد البريطانيون والبرتغاليون والنابوليون المتمردين المالطيين. في 7 أكتوبر 1799، أصدر ألكسندر بول ‏، المفوض المدني البريطاني في مالطا، إشعارًا يقضي بإنشاء خدمة توصيل البريد في الأجزاء التي يسيطر عليها المتمردون في مالطا. تم استخدام بعض الغرف في قصر سان أنطون ‏ كمكتب بريد، وكان البريد يُرسل إلى صقلية كل أسبوع. بعد أن أصبحت مالطا تابعة لبريطانية في عام 1800، تم إنشاء مكتب بريد الجزيرة كقسم حكومي يتعامل مع البريد الداخلي ورسائل السفن، واستمر وجوده في منزل كومون تيسورو. تولى مكتب الأمانة العامة مسؤولية مكتب البريد في عام 1815. بدءًا من عام 1819، استخدم مكتب بريد الجزيرة طوابع يدوية مختلفة مكتوب عليها: Malta P Paid أو Malta Post Paid أو Malta Post Office.
في 3 يوليو 1806، تم تأسيس مكتب البريد بهدف إنشاء خدمة بريد منتظمة بين بريطانيا ومالطا. كان هذا جزءًا من مكتب البريد البريطاني، وكان كيانًا منفصلاً عن مكتب بريد الجزيرة. كان مكتب البريد يقع في البداية أيضًا في منزل كومون تيسورو، ولكن في غرف منفصلة عن مكتب بريد الجزيرة. تم التعاقد مع سفن خاصة تُعرف باسم قوارب النقل لنقل البريد من فالماوث، كورنوال إلى مالطا عبر جبل طارق. كانت أول رحلة من هذا النوع بواسطة السفينة كورنواليس، والتي غادرت فالماوث في 19 يوليو 1806 ووصلت إلى مالطا في 20 أغسطس. قدم وكيل الطرود في مالطا طوابعه اليدوية الخاصة على البريد في أوائل عام 1807. تم توسيع خدمة القوارب السريعة من فالماوث إلى جبل طارق إلى مالطا إلى كورفو في عام 1819، وتم تقديم المزيد من القوارب السريعة إلى ميسينا في عام 1824 وجنوة في عام 1826 في أوائل القرن التاسع عشر، كان من الممكن أيضًا إرسال البريد إلى وجهات مثل صقلية أو ماهون أو مينوركا عبر السفن التجارية أو البحرية.

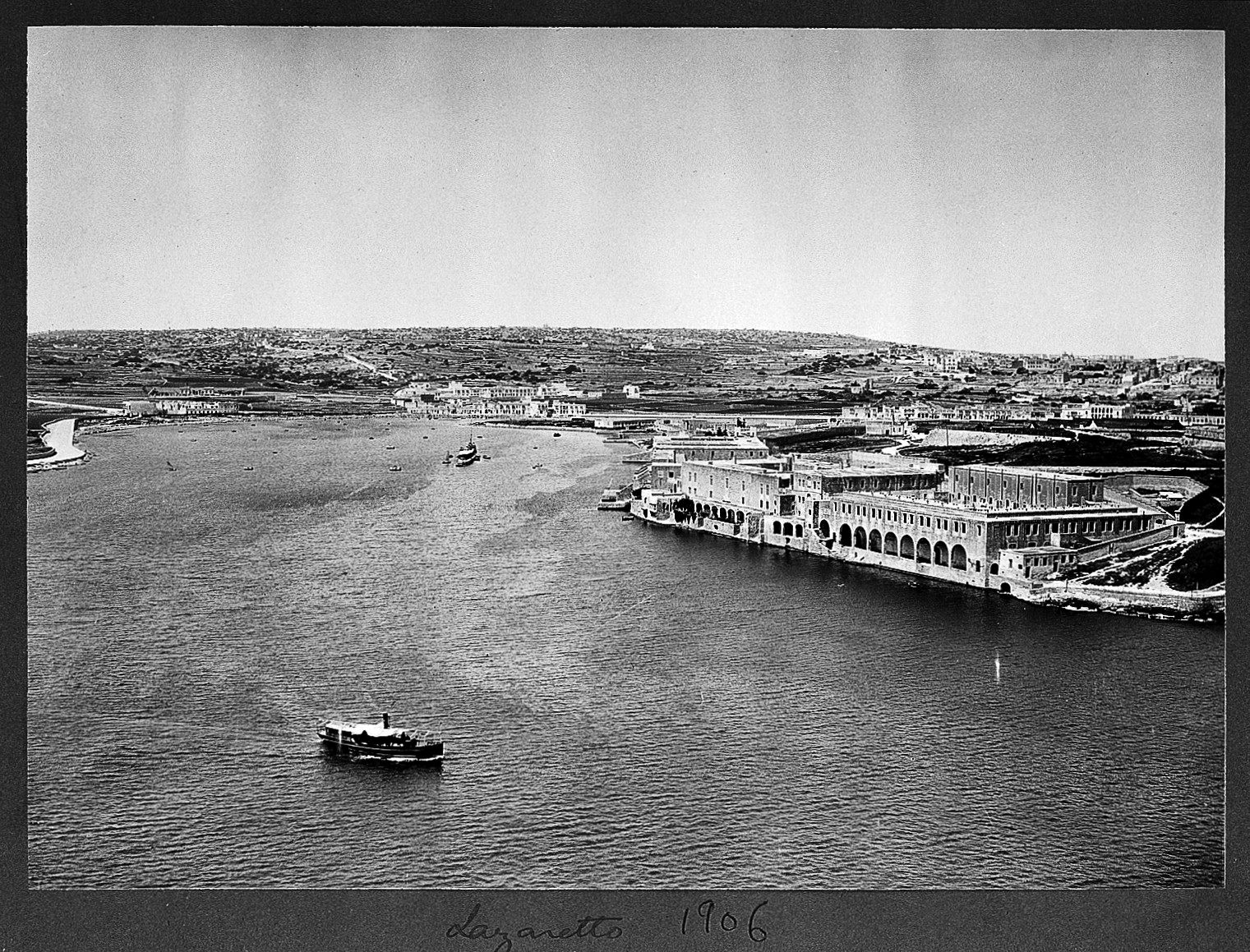
مشرحة جزيرة مانويل، حيث تم تطهير البريد في القرن التاسع عشر وأوائل القرن العشرين

طوال القرن التاسع عشر، كان يتم تطهير البريد عن طريق شق الرسائل ونقعها في الخل أو تعريضها لأبخرة خليط من المواد. بحلول عام 1812، تم تنفيذ ذلك في مكتب بروفومو في لازاريتو ‏. أثناء وباء الطاعون عام 1813 ‏، استمرت الخدمة البريدية المحلية في العمل وكانت الوسيلة الوحيدة للتواصل بين الأشخاص في المناطق التي كانت الحركة فيها مقيدة. بدأ وضع ختم الشمع على البريد المطهر ابتداءً من حوالي عام 1816. توقفت عمليات تطهير البريد على نطاق واسع في ثمانينيات القرن التاسع عشر، ولكن تم تنفيذها في حالات نادرة حتى عام 1936 على الأقل.
في عام 1842، انتقل مكتب البريد إلى بانكا جيوراتالي ‏، وفي مارس 1849 انتقل مكتب بريد الجزيرة أيضًا إلى هذا المبنى، والذي أصبح يُعرف باسم مكتب البريد العام. في الأول من أبريل عام 1849، أصبح مدير مكتب البريد مسؤولاً عن كلا المكتبين، وتم دمج عملياتهما على الرغم من أنهما ظلا منفصلين رسميًا حتى عام 1884. في 10 يونيو 1853، تم تقديم خدمة بريدية مجانية تجريبية يومية للرسائل والصحف بين فاليتا والمدن الثلاث ‏ وجودش وبعض المدن الكبرى. أصبح الدفع المسبق للرسوم البريدية إلزاميًا في الأول من مارس 1858، بعد وقت قصير من إدخال طوابع البريد البريطانية في مالطا.
في عام 1859، تقرر إصدار طابع بريد مالطي للبريد المحلي، وتم إصدار الطابع الأصفر بقيمة نصف بنس في 1 ديسمبر 1860. في هذه المرحلة، تم تقديم خدمة التسليم اليومي في فاليتا وفلوريانا وسليما، وتم تقديم صناديق البريد في فاليتا. كانت الطوابع الجديدة صالحة محليًا فقط، واستمرت الطوابع البريطانية في ختم البريد الموجه إلى وجهات أجنبية. انضمت المملكة المتحدة إلى الاتحاد البريدي العام (الذي عُرف لاحقًا باسم الاتحاد البريدي العالمي في 1 يوليو 1875، وبما أن الخدمات البريدية في مالطا كانت في ذلك الوقت تعتبر جزءًا من مكتب البريد البريطاني، فقد كانت الجزر أيضًا جزءًا فعليًا من الاتحاد. تعتبر مالطا أنها كانت أول مستعمرة بريطانية تنضم إلى اتحاد البريد العالمي، على الرغم من أنها لم تحصل على العضوية الكاملة إلا بعد استقلالها بعد قرن من الزمان تقريبًا بسبب وضعها كمستعمرة.

### مكتب بريد مالطا (1885–1995)

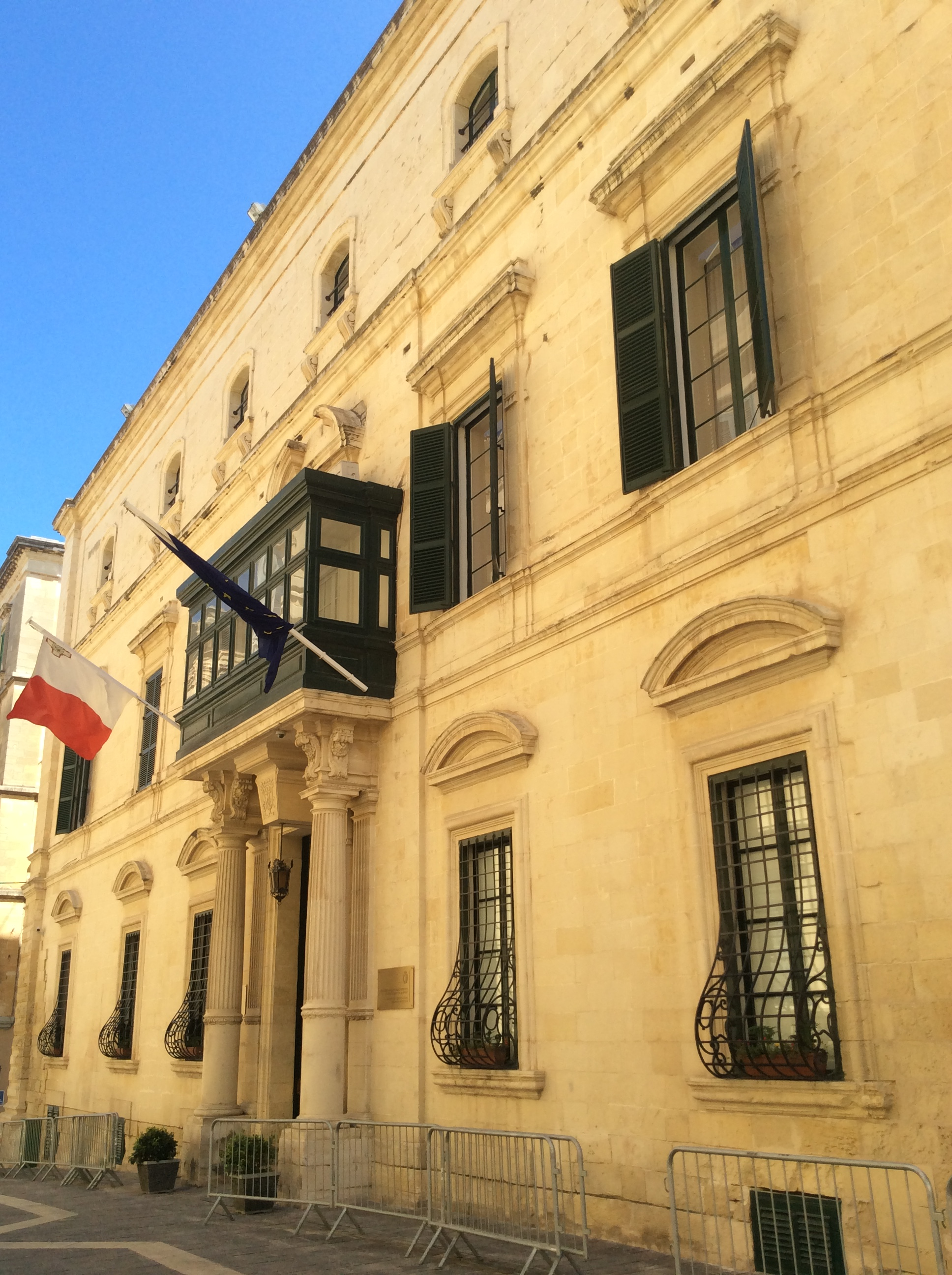
قصر باريزيو في فاليتا، الذي ضم مكتب البريد العام بين عامي 1886 و1973 (باستثناء فترة وجيزة خلال الحرب العالمية الثانية).

في عام 1879، قدم الحاكم آرثر بورتون ‏ اقتراحًا بنقل السيطرة على الخدمات البريدية إلى حكومة مالطا. حدث هذا في الأول من يناير عام 1885، عندما تم دمج مكتب بريد الجزيرة ومكتب البريد رسميًا في مكتب بريد واحد. في هذه المرحلة، سحبت الطوابع الصفراء من فئة نصف بنس والطوابع البريطانية وتم إصدار طوابع مالطية جديدة وقرطاسيات بريدية لتحل محلها. في 17 مايو 1886، انتقل مكتب البريد العام من بنكا جيوراتالي إلى قصر باريزيو ‏، أيضًا في فاليتا. اعتبارًا من 14 أغسطس 1889، تم منح سعاة البريد ختمًا يدويًا مرقمًا ليقوموا بوضعه على البريد الذي يقومون بتسليمه. وقد أدى هذا إلى خلق مبدأ المساءلة، حيث جعل من السهل تحديد هوية ساعي البريد المسؤول في حالة تسليم البريد بشكل خاطئ.
بحلول عام 1891 تقريبًا، بدأت مراكز الشرطة في مختلف القرى ببيع طوابع البريد. أعيد تنظيم النظام البريدي في عام 1894، وشمل ذلك إنشاء مناطق بريدية. تم تقديم طوابع البريد الدائرية لمختلف المدن والقرى في عام 1900، ولكن تم سحب معظمها في عام 1921. احتفظت بعض مكاتب البريد الأكبر مثل تلك الموجودة في كوسبيكو، نوتابلي، وفيكتوريا جوزو بعلاماتها البريدية.
تعطلت الخدمات البريدية في مالطا أثناء الحرب العالمية الثانية، وتم تقديم الرقابة على البريد في هذه المرحلة. تعرضت مالطا لقصف مكثف أثناء الحرب، وتم تدمير أو إتلاف العديد من مكاتب البريد بسبب القصف الجوي. تعرض مكتب بريد كوسبيكوا للقصف في يونيو 1940، ونقل موظفيه ومعداته إلى مكتب بريد مؤقت في باولا، والذي تعرض هو الآخر للقصف في 12 فبراير 1942. تم نقله مرة أخرى إلى الزيتون حيث بقي حتى عام 1946. تم قصف قصر باريزيو في 24 أبريل 1942 وانتقل مكتب البريد العام مؤقتًا إلى مكان آخر في فاليتا حتى عاد إلى موقعه السابق في 16 يناير 1943. خلال هذه الفترة، تم نقل بعض خدمات مكتب البريد العام إلى المدرسة الابتدائية في همرون ‏.
زاد الطلب على الخدمات البريدية بشكل كبير بعد الحرب، وتم إنشاء العديد من مكاتب البريد الجديدة في المدن والقرى بين الخمسينيات والثمانينيات. تم تركيب أول طابع العداد في مالطا في عام 1961. أصبحت مالطا دولة مستقلة في عام 1964، وتم قبول البلاد في الاتحاد البريدي العالمي في 21 مايو 1965.
انتقل مكتب البريد الطردي إلى مبنى جديد في ساحة النصر في فاليتا في 12 نوفمبر 1963. ظل قصر باريزيو قيد الاستخدام من قبل السلطات البريدية حتى 4 يوليو 1973، عندما انتقل مكتب البريد العام عبر الشارع إلى أوبرج دو إيتالي ‏ وغرفة البريد المركزية، وانتقل فرع الرسائل المسجلة إلى مبنى كنيسة جاريسون السابقة (مبنى يضم الآن بورصة مالطا).
بعد حادثة مقتل كارين جريتش ‏ بواسطة رسالة مفخخة في عام 1977، تم فحص البريد الموجه إلى الأشخاص الذين يُعتقد أنهم معرضون لخطر هجوم مماثل بحثًا عن المتفجرات. بمجرد اعتماد عنصر ما باعتباره غير ضار، يتم وضع علامة بالحرف X عليه قبل تسليمه إلى المستلم. تُعرف هذه العلامات باسم "صلبان كارين جريتش" لدى هواة جمع الطوابع. تم تقديم الرموز البريدية الأبجدية الرقمية في مالطا في عام 1991.

### شركة بوستا المحدودة (1995–1998)

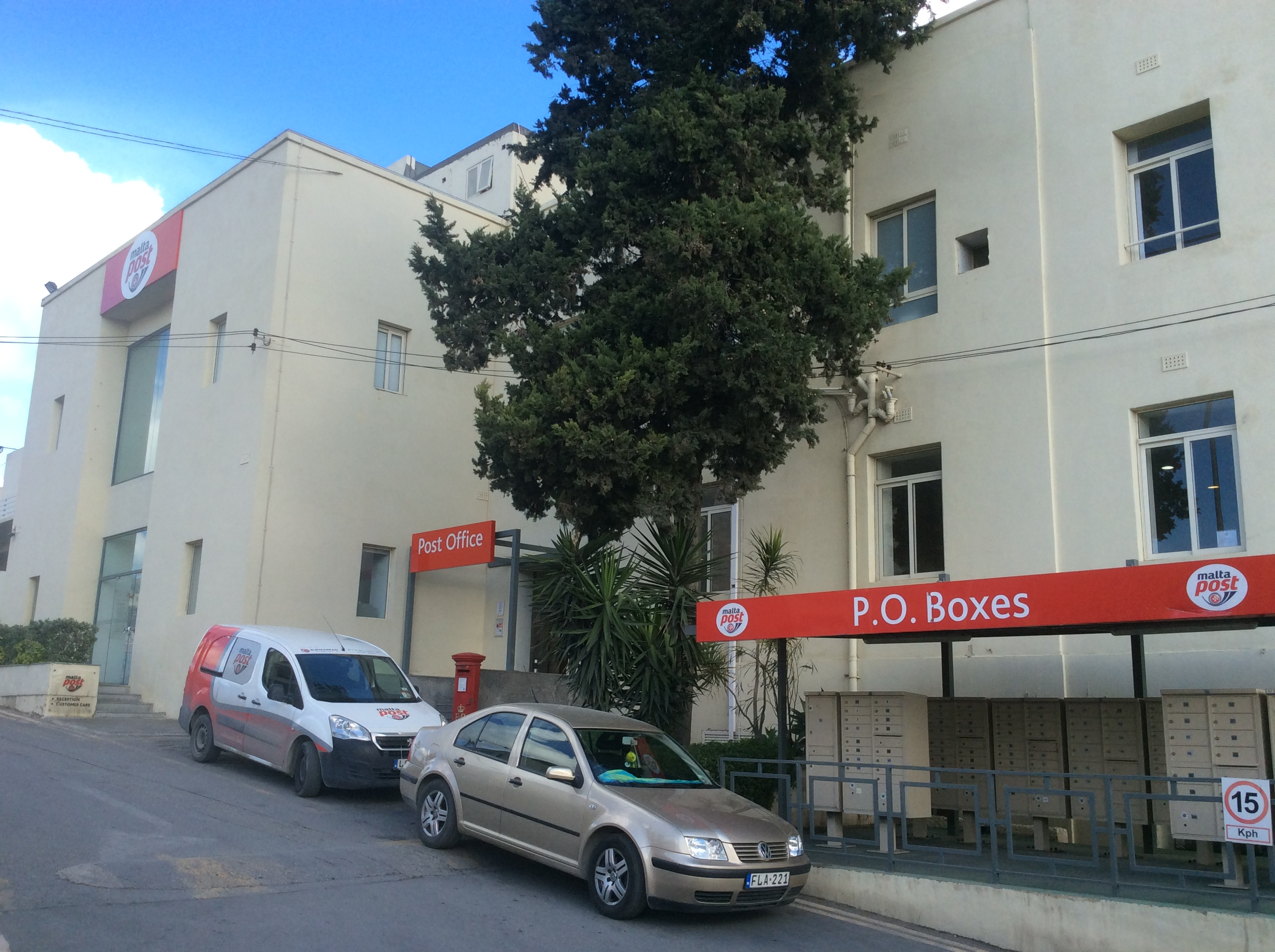
المقر الرئيسي لبريد مالطا في مارسا، افتتحته شركة بوستا المحدودة في عام 1997.

في 1 أكتوبر 1995، تم تأسيس شركة خاصة ذات مسؤولية محدودة باسم بوستا (Posta) لإدارة مكتب البريد العام. حدث ذلك بعد أن قدمت خدمة الاستشارة البريدية البريطانية توصية في عام 1994 مفادها أن الخدمة البريدية يجب أن تُدار تجاريًا. في عام 1996، تكبدت الشركة خسائر عند إرسال البريد بالجملة إلى ألمانيا بعد أن قامت الأخيرة بزيادة تعريفاتها. كانت شركة بوستا المحدودة قد وقعت عقدًا مع شركة وهمية تدعى يوروميل (Euromail) والتي لم تأخذ في الاعتبار زيادة الأسعار، واستفادت الأخيرة من خسائر الأولى.
في أكتوبر 1997، انتقلت الشركة إلى مقر جديد في 305، طريق قورمي في مارسا ‏، وتم نقل مكتب البريد الطردي وغرفة البريد المركزية ومكتب الطوابع البريدية إلى هناك من فاليتا.

### بريد مالطا (منذ عام 1998)

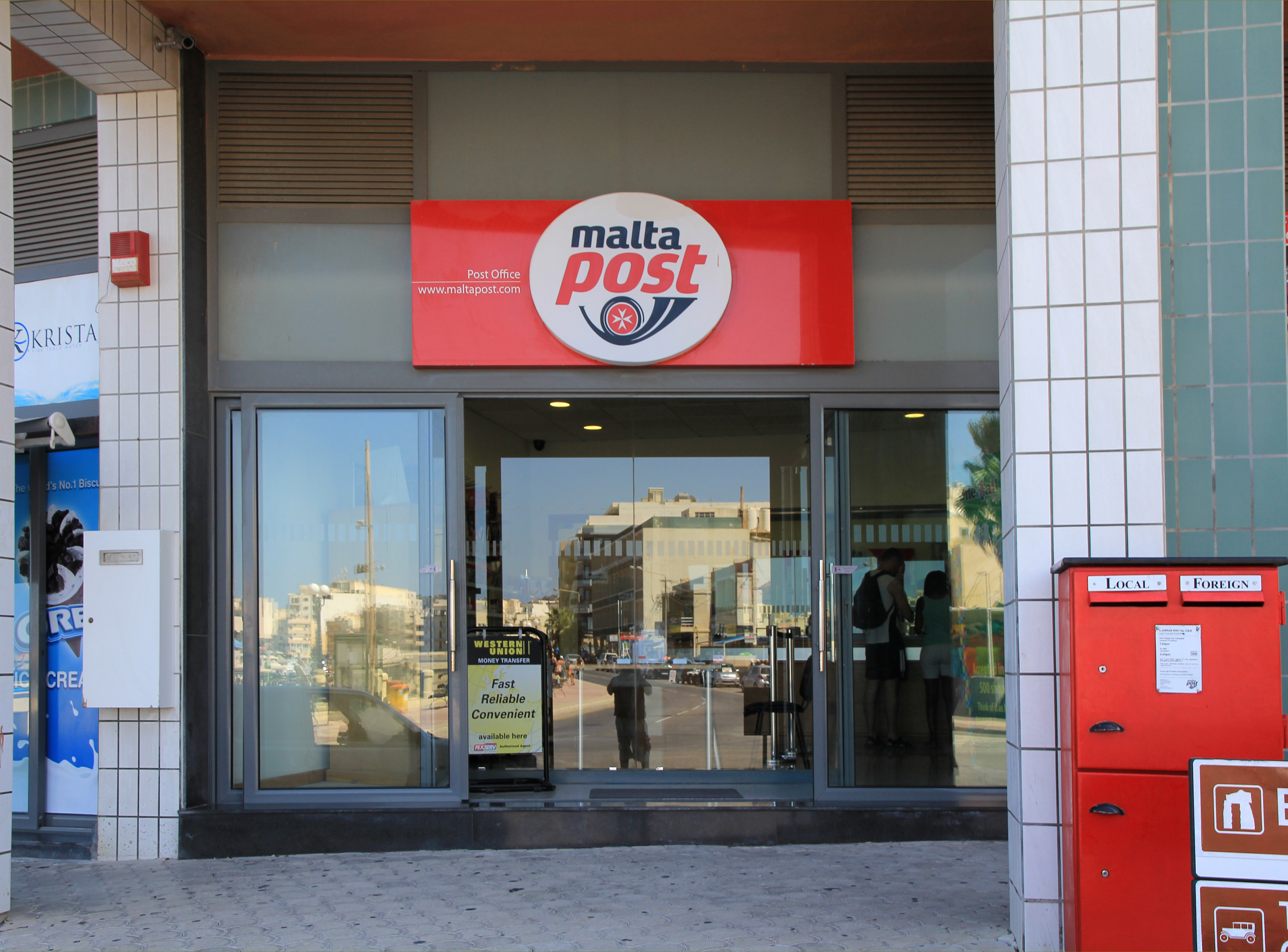
مكتب بريد بوجيبا في عام 2014

تأسست شركة عامة محدودة باسم بريد مالطا (MaltaPost) في 16 أبريل 1998، وتولت عمليات الخدمة البريدية في مالطا في 1 مايو من نفس العام. في 31 يناير 2002، تمت خصخصة بريد مالطا جزئيًا عندما باعت الحكومة 35% من أسهمها إلى شركة تابعة لشركة البريد النيوزيلندي. في سبتمبر 2007، باعت الحكومة 25% من حصتها في مالطا بوست إلى بنك لومبارد ‏، الذي أصبح فعليًا المساهم الأكبر في الشركة بحصة 60%. تم بيع الـ 40% الأخرى للجمهور في يناير 2008.
انضمت مالطا إلى الاتحاد الأوروبي في عام 2004، ومنذ ذلك الحين حدثت تغييرات كبيرة في التشريعات التي تنظم الخدمات البريدية في مالطا. كما تمت إعادة هيكلة نظام توزيع البريد، وفي عام 2007 قام بريد مالطا بتغيير الرموز البريدية للبلاد. وفقًا لما تقتضيه تشريعات الاتحاد الأوروبي، تم تحرير قطاع الخدمات البريدية في الأول من يناير عام 2013، مما يسمح لكيانات أخرى غير بريد مالطا بتقديم الخدمات البريدية في البلاد. اعتبارًا من عام 2020، تظل شركة بريد مالطا هي مقدم الخدمة الشاملة الوحيد للخدمات البريدية في مالطا. بالإضافة إلى نقل البريد وغيره من الأنشطة البريدية الاعتيادية، تقدم مكاتب البريد التابعة للشركة أيضًا خدمات مثل دفع الفواتير وبيع القرطاسية.
في 17 يونيو 2016، افتتح متحف بريد مالطا ‏ في العاصمة فاليتا.

## طوابع البريد

### استخدام الطوابع البريطانية في مالطا (1857-1884)

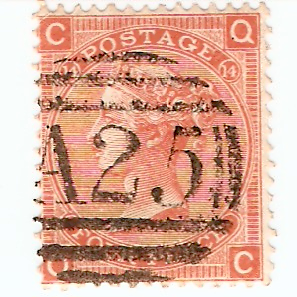
طابع بريد بريطاني يعود تاريخه إلى عام 1873 يحمل ختم بريدي بعلامة A25

بين عامي 1855 و1856، تم إلغاء بعض البريد الذي أرسله أفراد الجيش البريطاني أثناء حرب القرم والذي كان مختومًا بطوابع بريطانية، وتم وضع ختم بريدي عليه بخطوط متعرجة في مالطا.
أصبحت الطوابع البريدية البريطانية متاحة لعامة الناس في مالطا في 18 أغسطس 1857 وظلت صالحة حتى 31 ديسمبر 1884. يمكن التعرف عليها من خلال أختام إلغاء البريد المشفرة التي تحمل الحرف M أو A25، والتي تم تقديمها في عامي 1857 و1859 على التوالي. تم سحب ختم البريد M في أوائل عام 1861 وظل عدد من ختم البريد A25 مختلفًا قيد الاستخدام حتى عام 1904.

### طوابع مالطا في ظل الحكم البريطاني (1860-1964)
الملكة فيكتوريا والملك إدوارد السابع (1860-1911)
صدر أول طابع بريدي في مالطا، وهو طابع نصف بنس أصفر، في الأول من ديسمبر عام 1860. كانت الطوابع البريطانية صالحة فقط للرسائل المحلية، وكان لزامًا استخدام الطوابع البريطانية للبريد الموجه إلى وجهات أجنبية. تمت طباعة الطابع بواسطة شركة دو لا رو في البداية على ورق أزرق غير مائي. تمت إعادة طباعته 29 مرة على مدار أكثر من عقدين من الزمن، مما أدى إلى ظهور اختلافات في ظلال اللون أو الورق أو العلامة المائية أو الثقب في الطوابع المطبوعة.
في نهاية عام 1884، صدرت سلسلة من الطوابع البريدية التي تصور الملكة فيكتوريا، وأصبحت صالحة للاستخدام في الأول من يناير 1885 عندما تم نقل السيطرة على الخدمات البريدية بالكامل إلى الحكومة الاستعمارية المحلية. كانت قيمة ½ د (بنس) لهذا الإصدار تحمل تصميم طابع عام 1860 ولكن تم طباعته باللون الأخضر، في حين أن الطوابع الأخرى (بفئات 1د، 2د، 2½د، 4د و1/- ) كانت تحمل تصميمات تتضمن الصليب المالطي. تم تحديد ألوان الطوابع الستة بناءً على لوائح الاتحاد البريدي العالمي. أضيفت قيمة 5/- بتنسيق أكبر في عام 1886.
تم إصدار أربعة طوابع نهائية جديدة في عام 1899. بدلاً من تصوير الملك، تضمنت هذه الطوابع: قارب جوزو (4½ بنسات)، ومركب إسبتارية (5 بنسات)، والشخصية الوطنية ميليتا (2/6)، وحطام سفينة القديس بولس (10/-). تمت إضافة قيمة ¼د تصور ميناء مالطا الكبير في عام 1901 لسعر البريد للمطبوعات المحلية. في عام 1902، كان هناك نقص في طوابع 1 بنس، لذا تمت طباعة مخزونات طابع الملكة فيكتوريا بقيمة 2½د بنس لعام 1885 على شكل One Penny في مكتب الطباعة الحكومي في فاليتا. كان هناك خطأ في طابع واحد في كل ورقة حيث كان المطبوع فوقها: One Pnney. ويعتقد أن هذا تم إنتاجه عمدًا.

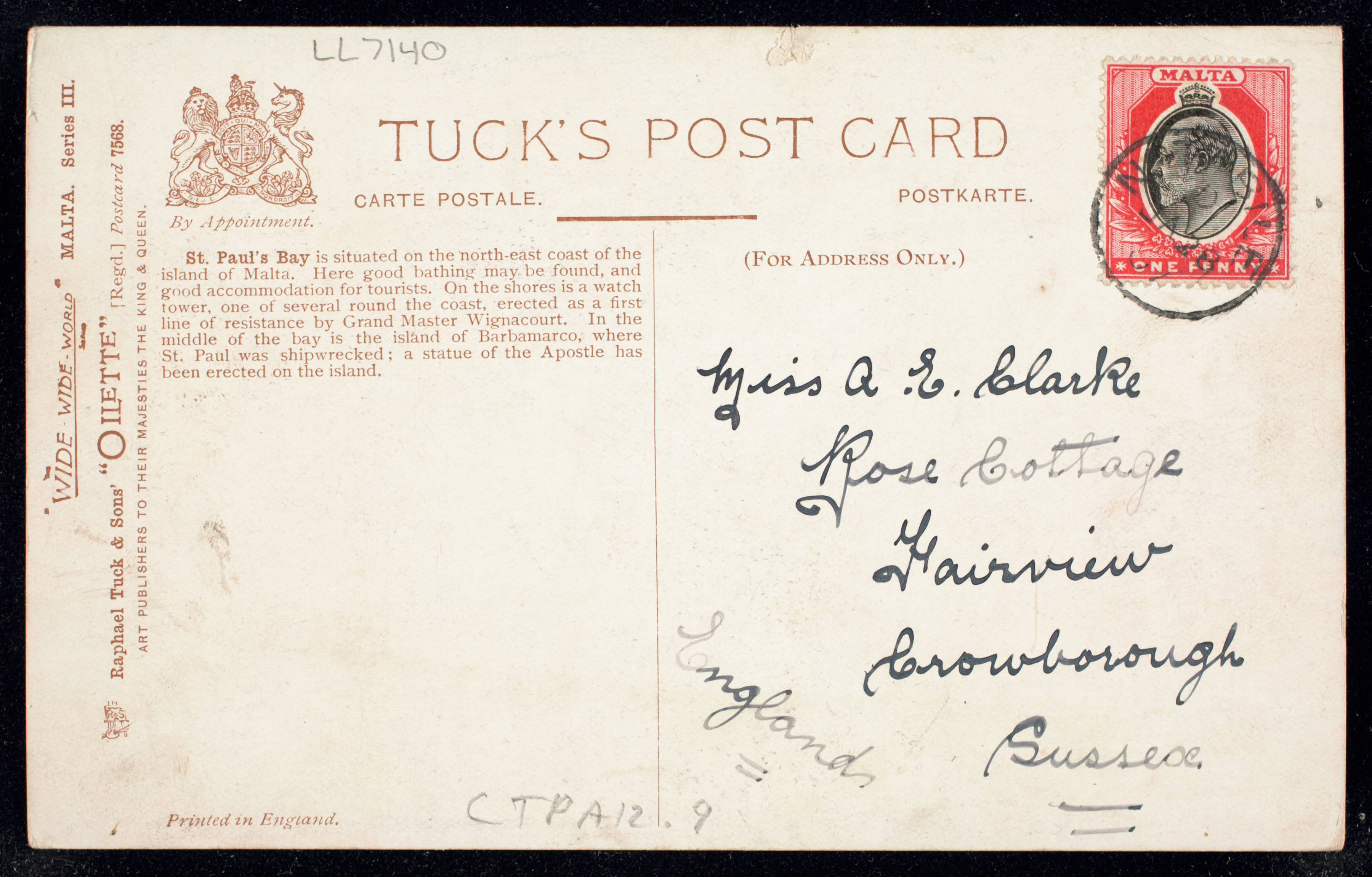
بطاقة بريدية تحمل طابع بريد بقيمة 1 بنس تصور الملك إدوارد السابع مختومًا في مدينة نوتابلي

بين عامي 1903 و1904، صدرت مجموعة من سبعة طوابع بقيمة اسمية تتراوح بين ½د و1/-. كان إطار الطوابع يعتمد على اللون الأصفر نصف البنس ولكنها تضمنت صورة الملك الجديد إدوارد السابع مع إضافة تاج في الأعلى. ظلت العملات الورقية من فئة 5 شلنات لعام 1886 والصور الفوتوغرافية من عام 1899 إلى عام 1901 قيد الاستخدام. تم تقديم علامة مائية جديدة في أكتوبر 1904 وتم استخدامها في إعادة طبع لاحقة للصور التصويرية لعامي 1899-1901 والتعريفات لعامي 1903-1904. من عام 1907 إلى عام 1911 كانت هناك تغييرات في الألوان، وأعيد إصدار بعض الطوابع ثنائية اللون بلون واحد.
طوابع الملك جورج الخامس (1914–1930)
بعد أن أصبح جورج الخامس ملكًا في عام 1910، صدرت تعريفات جديدة تصوره بين عامي 1914 و1920. كانت هذه الطوابع تحمل تصميمات رئيسية قياسية كانت تستخدم في المستعمرات البريطانية الأخرى، وقد نقش عليها Postage Revenue لأنها كانت صالحة للاستخدام البريدي والمالي على حد سواء. كانت القيم المنخفضة بين ¼د و1/- ذات حجم أصغر من القيم العالية 2/- و5/-. كما تم إصدار قيمة تصويرية 4د، والتي كانت مشابهة لقيمة ¼د لعام 1901، وتمت إعادة طباعة 2/6 من عام 1899 بعلامة مائية جديدة في عام 1919. في ذلك العام، تم إصدار عملة بقيمة 10/- بنسخة معدلة من تصميم حطام سفينة سانت بول عام 1899. وأصدر منها 1530 نسخة، وهي اليوم أغلى طابع في مالطا.
تم إصدار طابعين ضريبيين للحرب بفئات ½د و3د في عامي 1917 و1918، أثناء الحرب العالمية الأولى. في أواخر عام 1921 وأوائل عام 1922، أعيد طباعة بعض إصدارات 1914-1919 بعلامة مائية جديدة (بما في ذلك قيمة 10/-، لكن هذه ليست نادرة مثل إصدار عام 1919). القيمة الثانية لهذا الإصدار كان لها تصميم جديد. في 15 أبريل 1922، تم إصدار هذا الطابع أيضًا محليًا بتكلفة إضافية قدرها One Farthing بعد أن كان هناك نقص في طوابع ¼د.
في عام 1921، حصلت مالطا على شكل محدود من الحكم الذاتي مما أدى إلى إنشاء مجلس الشيوخ والجمعية التشريعية. ولإحياء ذكرى ذلك، تم طباعة طوابع محلية تحمل علامة Self-government في الفترة من 1899 إلى 1922 وتم إصدارها في الفترة من 12 يناير إلى 29 أبريل 1922. في الفترة ما بين أغسطس 1922 و1926، تم إصدار مجموعة من الطوابع المعروفة باسم إصدار ميليتا، بقيمة اسمية تتراوح بين ¼د و1 جنيه إسترليني. تميزت الطوابع بتمثيلات رمزية وقد صممها الفنانان المالطيان إدوارد كاروانا دينجلي وجياني فيلا. في عام 1926، بدأ إصدار طوابع الإيرادات المنفصلة مرة أخرى، لذلك تم إصدار طوابع ميليتا حتى 10/- مع طباعة Postage. تم اكتشاف ورقتين من القيمة ثلاثية الأبعاد مع الطباعة المقلوبة، وعدم اليقين بشأن مشكلة الخطأ أدى إلى فضيحة سياسية في عام 1930.
صدرت سلسلة من طوابع البريد تحمل Postage بين عامي 1926 و1927. لقد تم طباعتها بواسطة شركة ووترلو وأبناؤهبدلاً من شركة دو لا رو (التي طبعت جميع طوابع مالطا منذ عام 1860). تُظهر القيم من ¼د إلى 6د جورج الخامس وشعار مالطا، في حين تُظهر القيم من 1/- إلى 10/- تصاميم محفورة. تم تقديم البريد الجوي في 1 أبريل 1928، وتم إصدار طابع بريد جوي بقيمة 6 بنسات مطبوعًا عليه Air Mail كأول طابع البريد الجوي في مالطا. في عام 1928، تقرر إعادة إصدار طوابع بريدية وطوابع إيرادية مزدوجة الغرض بدلاً من إصدارها بشكل منفصل. تم إصدار طوابع 1926-1927 مع Postage and Revenue في عام 1928، وتم إصدار سلسلة من الطوابع مع نقوش معدلة في عام 1930.
نهائيات الملك جورج السادس والملكة إليزابيث الثانية (1938-1964)
في عام 1938، صدرت مجموعة نهائية من الطوابع تتراوح فئاتها بين ¼د و10/-، وتصور الملك الجديد جورج السادس وبعض المشاهد. أعيد استخدام بعض المشاهد من الإصدارات النهائية لعامي 1926 و1930، في حين كانت بعض القيم ذات تصميمات جديدة تمامًا. تمت طباعة الطوابع بواسطة شركة ووترلو. كانت قيمة ¼د هي الطابع الوحيد الذي لم يصور الملك، ولكن بدلاً من ذلك كان يعتمد على طابع ¼د لعام 1901، والذي تم تحديثه لإظهار شكل ميناء جراند هاربور في ثلاثينيات القرن العشرين مع شعار GRI الذي يمثل الملك. أعيد إصدار ستة طوابع من هذه المجموعة بألوان جديدة في عام 1943.
في عام 1947 حصلت مالطا على الحكم الذاتي مرة أخرى، وفي عام 1948 تم الاحتفال بذلك من خلال طباعة نص: Self-government 1947 فوق التعريفات الرسمية لجورج السادس. في عام 1953، أعيد إصدار ستة طوابع مع تغييرات في الألوان، ولا تزال تحمل الطباعة فوقها. لم تكن معظم هذه الألوان موجودة بهذه الطريقة لولا الطباعة الفوقية. يوجد تنوع في اللون الأخضر 1½د حيث تكون الطباعة الفوقية مهقاء، بحيث يبدو أنها محذوفة. ويعدّ هذا أحد أندر أخطاء طوابع البريد في مالطا.
صدر عدد نهائي من الطوابع بفئات تتراوح من ¼ بنس إلى 1 جنيه إسترليني تصور الملكة إليزابيث الثانية ومناظر تصويرية مختلفة بين يناير 1956 ويناير 1957. تمت طباعة الطوابع من ¼د إلى 2/- بواسطة شركة برادبري ويلكينسون، في حين تمت طباعة الطوابع من 2/6 إلى 1 جنيه إسترليني بواسطة شركة ووترلو. تصور الطوابع المعالم الأثرية والكنائس والمواقع التاريخية في مالطا مثل نصب الحصار العظيم، ونُزل كاستيل، وتمثال جافروش، والمعالم الأثرية في كاتدرائية القديس يوحنا المشتركة، بالإضافة إلى المخطوطات التي قدمها جورج السادس والرئيس فرانكلين د. روزفلت إلى مالطا خلال الحرب العالمية الثانية. في عامي 1963 و1964، تم إصدار فئات 1د و2د من هذا الإصدار مع علامة مائية مختلفة.
الأعداد الجماعية والتذكارية (1935-1964)

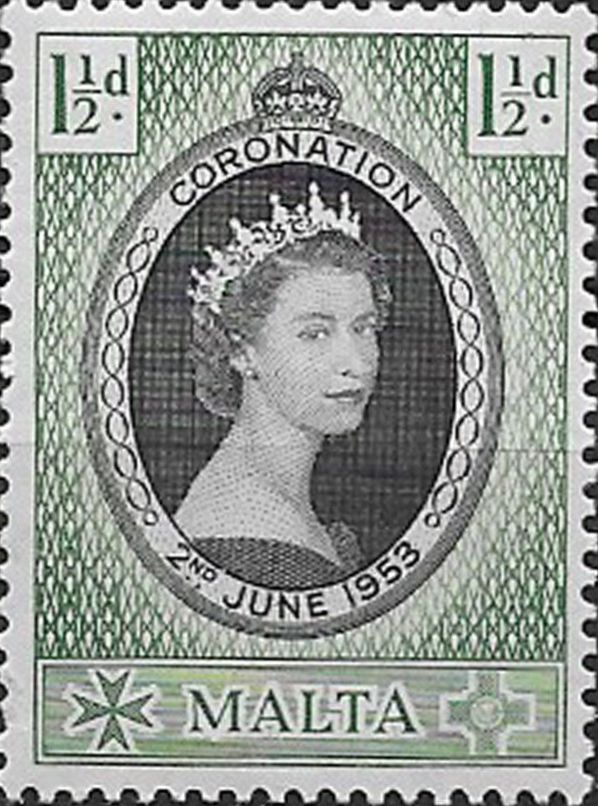
طابع بريدي بقيمة 1½ بنس، إصدار جماعي، احتفالًا بتتويج إليزابيث الثانية عام 1953.

شاركت مالطا في جميع إصدارات وكلاء التاج ‏ قبل الاستقلال، وأصدرت طوابع بتصميمات مشتركة تم استخدامها في العديد من مستعمرات الإمبراطورية البريطانية. أصدرت مالطا مثل هذه الطوابع بمناسبة اليوبيل الفضي لجورج الخامس (1935)، وتتويج جورج السادس (1937)، والنصر في نهاية الحرب العالمية الثانية (1946)، والزفاف الملكي الفضي ‏ (1949)، والذكرى السنوية الخامسة والسبعين للاتحاد البريدي العالمي (1949)، وتتويج إليزابيث الثانية (1953)، والتحرر من الجوع (1963)، ومئوية الصليب الأحمر (1963).
في عام 1950، أصدرت مالطا مجموعة من ثلاثة طوابع بمناسبة زيارة الأميرة إليزابيث (والملكة لاحقًا) إلى مالطا. وتلا ذلك إصدارات تذكارية أخرى، مع إصدارات للذكرى المئوية السابعة للطرحة في عام 1951، ولزيارة ملكية أخرى قامت بها إليزابيث الثانية والذكرى المئوية لعقيدة الحبل بلا دنس في عام 1954. في عام 1960، صدرت مجموعة لهواة اقتناء الطوابع بمناسبة الذكرى المئوية لإصدار العملة الصفراء نصف البنس، وفي عام 1962 تم إصدار مجموعة من الطوابع لإحياء ذكرى حصار مالطا عام 1565.
صدرت مجموعة من الطوابع التذكارية لإحياء ذكرى منح صليب جورج لمالطا في عام 1957، وصممها الفنان المالطي إمفين كريمونا، الذي صمم مئات الطوابع الخاصة بمالطا حتى سبعينيات القرن العشرين. تشمل التصميمات المبكرة الأخرى للطوابع البريدية التي أصدرتها كريمونا إصدارات تذكارية للتعليم الفني (1958)، وإصدارات أخرى للاحتفال بجائزة صليب جورج (1958 و1959 و1961)، والذكرى المئوية التاسعة عشرة لحطام سفينة القديس بولس (1960)، ومؤتمر مكافحة داء البروسيلات (1964)، والمؤتمر الأوروبي الأول للأطباء الكاثوليك (1964)؛ وقد صدر الأخير قبل أسبوعين من استقلال مالطا.

### الاستقلال والجمهورية (منذ 1964)
حصلت مالطا على استقلالها كدولة مالطا في 21 سبتمبر 1964، وفي ذلك اليوم تم إصدار مجموعة من ستة طوابع لإحياء ذكرى هذا الحدث. وتصور الطوابع حمامة تمثل السلام إلى جانب تاج بريطاني وتاج بابوي وشعار الأمم المتحدة. صدرت مجموعة نهائية تصور مشاهد من تاريخ مالطا في عام 1965، كما صدرت قيمتان إضافيتان في عام 1970.صممت مجموعات الاستقلال والنهائية بواسطة شركة كريمونا، كما كانت الحال مع معظم الطوابع حتى سبعينيات القرن العشرين. توجد العديد من الطوابع الصادرة في منتصف الستينيات تحتوي على عيوب أو أخطاء مثل غياب الألوان، وأبرزها الطوابع النهائية الصادرة في الفترة من 1965 إلى 1970. وقد صدرت أيضًا بعض الطوابع من هذا الإصدار النهائي في كتيبات طوابع بريدية في عامي 1970 و1971.
اعتمدت مالطا الجنيه أو الليرة المالطية في عام 1972، وتم الاحتفال بهذا الحدث من خلال طوابع تظهر العملات المعدنية الجديدة. وقد تم فرض رسوم إضافية على بعض الطوابع من العملة النهائية الصادرة عام 1965 في عامي 1972 و1977، وأصدرت مجموعة نهائية من العملة الجديدة في 1973. أظهرت هذه المجموعة مشاهد مختلفة في حين كانت القيمة العليا البالغة 2 جنيه إسترليني أكبر وتصور شعار النبالة للبلاد.
أصبحت مالطا دولة جمهورية في 13 ديسمبر 1974 وأصدرت طوابع تذكارية لهذا في أوائل عام 1975. وتشير العملات العشرية الأخرى إلى تاريخ الصناعة المالطية (1981)، والتراث الطبيعي والفني للجزر المالطية (1991)، والزهور (1999-2006). تم إصدار الطابعين النهائيين لعامي 1981 و1991 في وقت واحد، وفي عام 1994 تم إصدار بعض الطوابع من الطابع النهائي لعام 1991 في كتيبات. تم إصدار الطوابع النهائية للزهور على دفعات، وكانت تتضمن الطوابع اللاصقة الذاتية الوحيدة في مالطا والتي تم إصدارها حصريًا في كتيبات مطبوعة بواسطة مطابع كارتور سيكيوريتي في عامي 2003 و2004. في عام 2002، تم أيضًا إصدار ملصقات بريدية تم توزيعها من آلات البيع.
زاد عدد الطوابع التذكارية أو المصورة التي يتم إصدارها كل عام بشكل كبير منذ استقلال مالطا. تم إصدار طوابع عيد الميلاد سنويًا منذ عام 1964. بين عامي 1969 و2001، كانت هذه البطاقات شبه بريدية حيث تم بيعها بسعر أعلى من قيمتها الاسمية لجمع الأموال للأعمال الخيرية. أصدرت مالطا أول ورقة مصغرة لها في عام 1971 مع طوابع عيد الميلاد في ذلك العام، وتم إصدار مثل هذه الأوراق بانتظام منذ ذلك الحين. كما أصدرت مالطا طوابع أوروبا منذ عام 1971، ومنذ عام 2006 تم إصدارها أيضًا في كتيبات الطوابع بالإضافة إلى الأوراق.
كان من المقرر إصدار مجموعة من خمسة طوابع تصور أفلامًا تم تصويرها في مالطا في 27 فبراير 2002، ولكن لم يتم إصدارها. وعلى الرغم من ذلك، انتهى الأمر ببعض الطوابع في أيدي هواة الجمع، وبيعت مجموعة من الطوابع غير المصدرة بمبلغ 5500 جنيه إسترليني في مزاد عام 2018.عندما انضمت مالطا إلى الاتحاد الأوروبي في عام 2004، تم إصدار طوابع من قبل تسعة من الأعضاء الجدد العشرة، من بينهم مالطا. تم إعداد الإصدار المشترك بمبادرة من بريد مالطا، وكانت الطوابع التي أصدرتها البلدان التسع تحمل تصميمًا مشتركًا للفنان المالطي جان بيير ميزي. كان هذا هو الإصدار المشترك الأول لمالطا، وتم إصدار عدد من الإصدارات المشتركة الأخرى منذ ذلك الحين. أصدرت مالطا طوابع SEPAC منذ عام 2007. قدمت مؤسسة البريد طوابع شخصية ‏ في عام 2005، وتستمر في تقديم هذه الخدمة اعتبارًا من عام 2020.
اعتمدت مالطا اليورو كعملة لها في 1 يناير 2008. تم إصدار الطوابع البريدية قبل فترة وجيزة من التحويل وبعده (بين 22 ديسمبر 2006 و28 يونيو 2008) بعملتي الليرة واليورو وفقًا للمبادئ التوجيهية الصادرة عن اللجنة الوطنية للتحويل إلى اليورو. ظلت الطوابع الصادرة قبل عام 2006 والمقومة بالليرة فقط صالحة للاستخدام حتى 31 يناير 2008، وكان من الممكن استبدالها بطوابع مقومة باليورو حتى مارس 2008، وبعد ذلك أصبحت غير صالحة. تظل الطوابع ذات العملة المزدوجة الصادرة منذ ديسمبر 2006 صالحة للاستخدام اليوم إلى جانب الطوابع المقومة باليورو.
تم إصدار مجموعة نهائية لتخليد ذكرى الأحداث في تاريخ مالطا في عام 2009، وتمت إضافة طابعين آخرين إلى المجموعة في عام 2012 بعد زيادة أسعار البريد. أصدرت مالطا أكبر مجموعة لها في 10 أغسطس 2012، عندما تم إصدار 88 طابعًا تصور السفن التي شاركت في عملية بيدستال ‏.

## طوابع البريد المستحقة
استخدمت مالطا علامات استحقاق البريد على البريد طوال القرن التاسع عشر وأوائل القرن العشرين، ولكنها لم تصدر أول مجموعة من طوابع البريد المستحقة إلا في 16 أبريل 1925. تتكون المجموعة الأولى من عشرة طوابع مؤقتة غير مثقوبة تتراوح فئاتها من ½ بنس إلى 1/6، وقد تم طباعتها في مكتب الطباعة الحكومي في فاليتا. في 20 يوليو 1925، صدرت في مالطا مجموعة جديدة من طوابع البريد المستحقة والتي طبعتها شركة برادبري ويلكينسون في بريطانيا. كانت هذه العملات تحمل نفس القيم الاسمية للإصدار المؤقت، وكانت تتميز بتصميم يضم صليب مالطي وتم طباعتها بألوان مختلفة. استمر استخدام هذا التصميم حتى بعد الاستقلال، وتم إجراء العديد من عمليات إعادة الطباعة مما أدى إلى وجود طوابع بأنواع مختلفة من الورق، وثقوب، وعلامات مائية، وظلال ألوان.
صدرت طوابع بريدية بالعملة العشرية تحمل عبارة Taxxa Postali (وهي كلمة مالطية تعني "ضريبة بريدية") في عام 1973، وكان تصميمها يتكون من رقم متراكب على خلفية من الدانتيل المالطي. تم إصدار مجموعة نهائية من رسوم البريد في عام 1993، والتي تصور تصميمًا حلزونيًا من العصر الحجري الحديث من أحد المعابد الصخرية الضخمة الموجودة في الجزر.

## القرطاسية البريدية

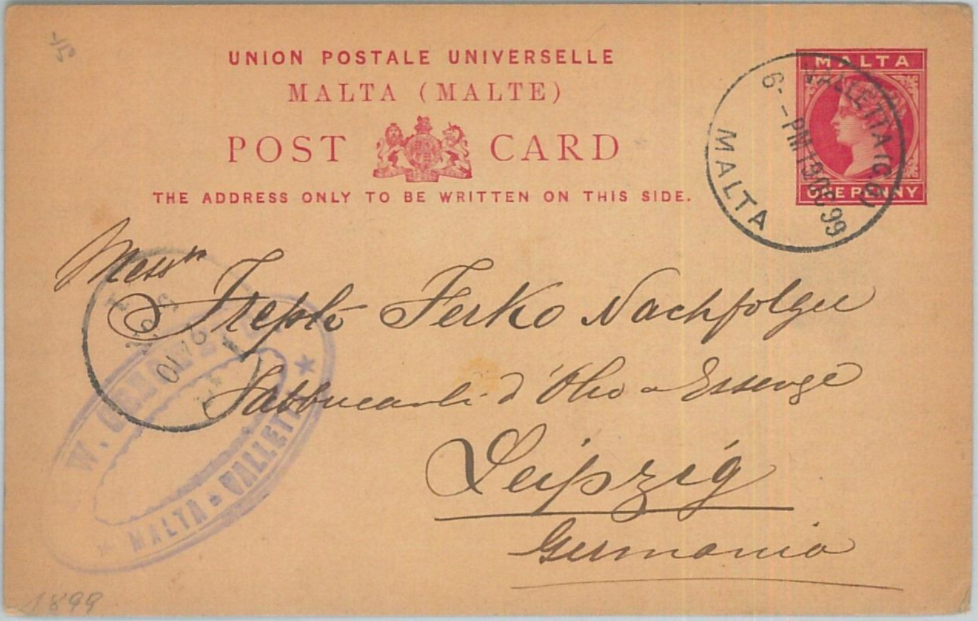
قرطاسية بريدية مالطية من عام 1899.

تصدر مالطا القرطاسية البريدية منذ عام 1885. كانت البطاقات البريدية وأغلفة الصحف والمظاريف المسجلة هي أولى المواد المكتبية البريدية التي تم إصدارها، بالتزامن مع الطوابع النهائية الأولى، في حين تم تقديم المظاريف المختومة مسبقًا والرسائل الجوية في وقت لاحق. توقف استخدام معظم هذه الطوابع في نقاط مختلفة خلال القرن العشرين، ولكن اعتبارًا من عام 2020 لا تزال الأظرف المختومة مسبقًا قيد الاستخدام بينما لا تزال البطاقات البريدية المختومة مسبقًا تصدر بانتظام لأغراض جمع الطوابع.

### بطاقات بريدية
في الفترة ما بين عامي 1885 و1917، أصدرت بطاقات بريدية مختلفة من فئة ½د و1د بأسعار محلية وأجنبية على التوالي. تحمل هذه البطاقات طابعًا مختومًا يصور الملك الحاكم: في البداية فيكتوريا ثم إدوارد السابع أو جورج الخامس. توجد بعض البطاقات في نسختين: كبطاقة واحدة وبطاقة رد (تتكون الأخيرة من بطاقتين متصلتين معًا، والمقصود منها السماح للمستلمين بإرسال رد دون دفع أي رسوم بريدية بأنفسهم). في عامي 1927 و1936، صدرت بطاقات بريدية تحتوي على إصدارات مطبوعة من طوابع البريد المعاصرة للملك جورج الخامس، تلاها بطاقات تحتوي على إصدارات مطبوعة من الطوابع التصويرية للملك جورج السادس في عامي 1938 و1944.
منذ عام 1980، أصدرت مالطا بطاقات بريدية لغرض الاقتناء. تحتوي معظمها على نسخة مطبوعة من طوابع مجموعة أوروبا ولكن هناك بعض الاستثناءات التي تحتوي على طوابع لاصقة فعلية مثبتة بدلاً من الإصدارات المطبوعة. تم إصدار البطاقات سنويًا تقريبًا للمعارض البريدية الدولية بين عامي 1980 و2006، وللمعارض البريدية المحلية منذ عام 2007. في عام 1989، أصدرت بطاقة بريدية إضافية للاحتفال بالذكرى الخامسة والعشرين للاستقلال، وفي عام 2009 تم إصدار بطاقات لمعرض دولي ومحلي.
كما تم إصدار بطاقات المناسبات التي تحمل عادة طابعًا مطبوعًا منذ عام 2001. وهذه تشبه البطاقات البريدية الطوابعية، وهي تحتفل بحدث أو ذكرى سنوية أو معرض طوابعي.

### أغلفة الصحف

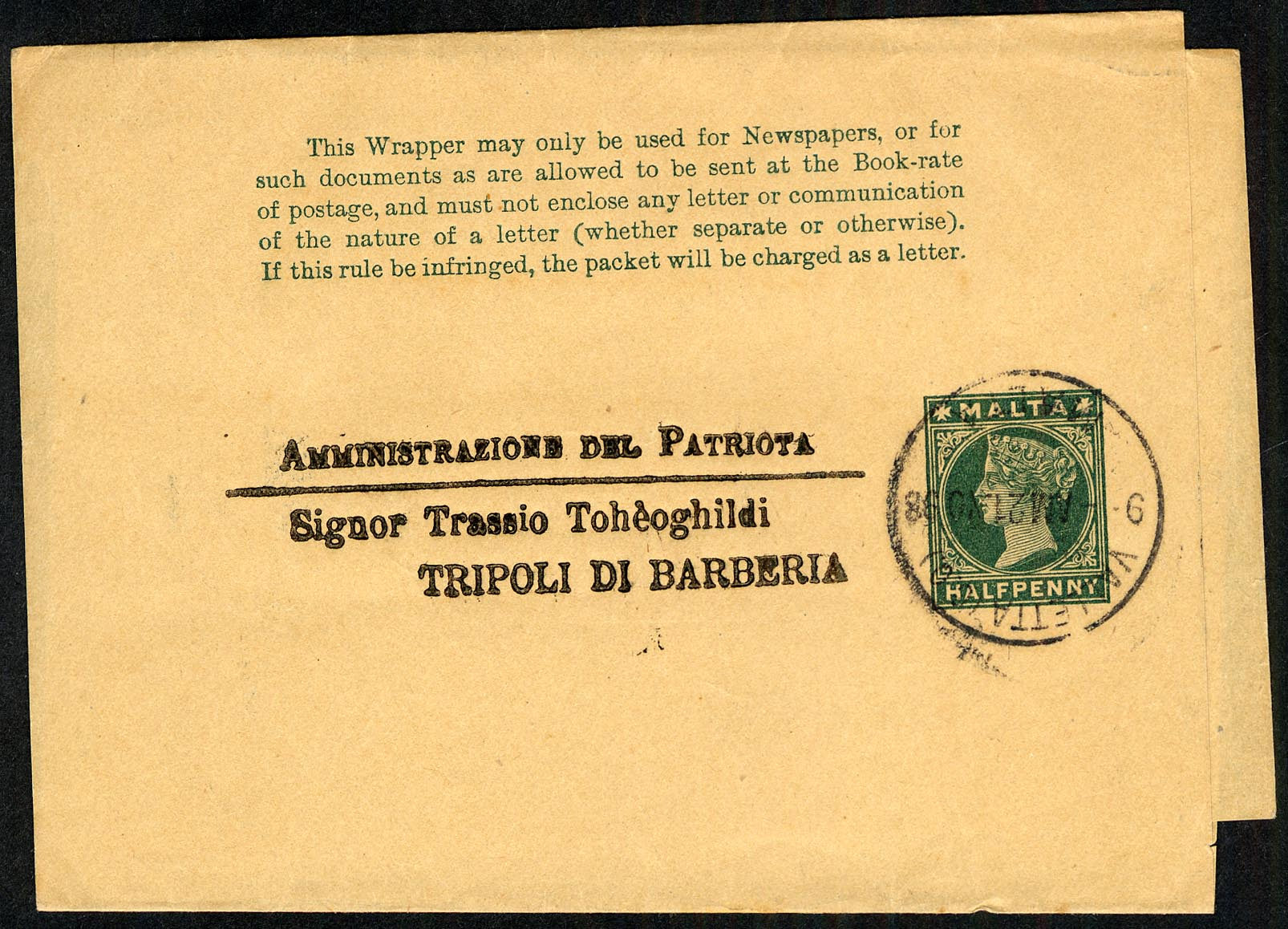
غلاف صحيفة تم إرساله من فاليتا إلى طرابلس في عام 1898.

تم إصدار أغلفة الصحف في الفترة ما بين عامي 1885 و1913. تم إصدار ثلاثة أغلفة فقط، وكانت جميعها بقيمة ½د وتصور الملك الحاكم (فيكتوريا، إدوارد السابع أو جورج الخامس).

### المظاريف المسجلة
تم إصدار الأظرف المسجلة في الفترة ما بين عامي 1885 و1995. كانت الأظرف من العصر الاستعماري تأتي بحجمين مختلفين وكانت تحمل طابعًا مطبوعًا يصور الملك الحاكم: فيكتوريا، إدوارد السابع، جورج الخامس، جورج السادس، أو إليزابيث الثانية. كان الطابع البريدي المطبوع يغطي فقط رسوم التسجيل، في حين كان يتعين دفع رسوم البريد الفعلية باستخدام طوابع بريدية إضافية. لقد تم طباعتها إما بواسطة شركة ماك كوركوديل ‏ أو شركة دو لا رو، والتي طبع اسمها على المظاريف. ظلت مظاريف إليزابيث الثانية قيد الاستخدام في البداية بعد الاستقلال، وفي عام 1972 تم طباعتها بفئات من السنتات، وتم تقسيم الجنيه المالطي الجديد إلى 100 سنت اعتبارًا من مايو 1972. في الفترة من عام 1974 إلى عام 1995، تم إصدار عدد من المظاريف التي تحمل طابعًا مطبوعًا يظهر شعار مالطا. تغير شعار النبالة للبلاد مرتين خلال هذه الفترة، أولاً في عام 1975 ثم في عام 1988، وفي كلتا الحالتين تم إصدار الأظرف مع إزالة الرموز القديمة، وعادة ما يتم استبدالها أيضًا بالشعار الجديد المطبوع بجوار أو الملصق فوق الشعار القديم.

### مظاريف مختومة مسبقًا
أصدرت مالطا أول أظرف مختومة مسبقًا في عام 1900. جاءت هذه العملات بثلاثة أحجام مختلفة، وكانت تحمل طابعًا بقيمة 1د يصور الملكة فيكتوريا. وقد ثبت أن هذه الأظرف غير شعبية، ولم يتم إصدار المزيد من الأظرف المختومة مسبقًا حتى أعادت مؤسسة البريد تقديم هذا النوع من القرطاسية البريدية في 16 سبتمبر 2002. جاءت الأظرف بتصميمين، مع طوابع مطبوعة للبريد المحلي تصور لوزو وتلك الخاصة بالبريد الأجنبي تصور خريطة. كانت هذه الأظرف شائعة الاستخدام، وتم إصدارها بأحجام وأشكال مختلفة. في 20 مايو 2006، تم تقديم تصميم جديد يصور تصميمًا حلزونيًا من العصر الحجري الحديث للأغلفة المحلية. وقد صدرت هذه أيضًا في عدد من الأحجام والأشكال.
تم تقديم تصميم جديد آخر للمظاريف المختومة مسبقًا محليًا في عام 2011. وتصور الطوابع المطبوعة تصميمًا حلزونيًا مشابهًا لعام 2006، إلى جانب عنصر معماري من أحد المعابد الصخرية. وقد تم إصدار فئات وأشكال مختلفة من هذه الأظرف منذ ذلك الحين، ولا تزال قيد الاستخدام حتى عام 2020. كما يسمح مؤسسة البريد للشركات بطلب إصدارات مخصصة مع طباعة شعارها على المغلف.

### طوابع جوية
أصدرت مالطا طابعين جوييين مختومين مسبقًا في عام 1971، وكان لديهم إصدارات مطبوعة من الطوابع النهائية التي صدرت قبل عام.

## هواية جمع الطوابع
ظهر جمع الطوابع في مالطا بعد فترة وجيزة من إصدار الطوابع الصفراء من فئة نصف بنس لأول مرة في ستينيات القرن التاسع عشر. كانت هذه الهواية شائعة في الجزر خلال الفترة الاستعمارية البريطانية، وكانت المنظمات الطوابعية موجودة في ثلاثينيات وأربعينيات القرن العشرين، مثل جمعية مالطا الطوابعية في الزيتون. يوجد اليوم عدد من هذه المنظمات، بما في ذلك جمعية مالطا لهواة جمع الطوابع التي تأسست عام 1966، وجمعية جوزو لهواة جمع الطوابع التي تأسست عام 1999.
تأسست دائرة دراسة مالطا (بالإنجليزية: Malta Study Circle)، وهي مؤسسة مقرها المملكة المتحدة مهتمة بدراسة وتبادل المعلومات حول طوابع مالطا وتاريخها البريدي، في عام 1948، ولكنها توقفت في عام 1952 قبل أن يتم إحياؤها من قبل خبير الطوابع روبسون لوي في عام 1955. ومنذ ذلك الحين، قامت بنشر عدد من الدراسات والنشرات الإخبارية المنتظمة حول مختلف جوانب هواية جمع الطوابع في مالطا.
يتم تنظيم معارض طوابع سنوية من قبل جمعية مالطا لهواة الطوابع وجمعية جوزو لهواة الطوابع بالتعاون مع مؤسسة البريد. في العقد الأول من القرن الحادي والعشرين، بدأت مثل هذه المعارض تشمل أيضًا مجموعات أخرى غير الطوابع.

## وصلات خارجية
- الموقع الرسمي لشركة مالطا بوست
- مؤسسة دائرة دراسة مالطا

## استشهاد
1. 1 2 3 4 5 6 7 8 9 10 11 12 13 14 15 16 17  "Maltapost privatisation latest red-letter day in postal history". Times of Malta. 21 يناير 2008. مؤرشف من الأصل في 2020-03-22. اطلع عليه بتاريخ 2020-05-04.
2. ↑  Mafrici 2004، صفحة 457
3. 1 2  Dandria، David (12 مارس 2017). "Postal history at the Notarial Archives". Times of Malta. مؤرشف من الأصل في 2020-04-18. اطلع عليه بتاريخ 2020-05-04.
4. ↑  Kohn 2007، صفحة 248
5. 1 2 3  Cassar، Paul (1984). "A Tour of the Lazzaretto Buildings" (PDF). Melita Historica. ج. 9 ع. 4: 369–380. مؤرشف (PDF) من الأصل في 2020-08-27. اطلع عليه بتاريخ 2020-08-27.
6. ↑  "Reviews: "Franco-Maltese Postal Relations From Their Origins to 1870."" (PDF). France & Colonies Philatelist. France and Colonies Philatelic Society, Inc. (N.Y.). ج. 40 ع. 4: 117–119. أكتوبر 1984. مؤرشف (PDF) من الأصل في 2020-05-03. اطلع عليه بتاريخ 2020-05-04.
7. ↑  Bugeja، Lara (ديسمبر 2016). "The Malta Postal Museum" (PDF). Vigilo. Din l-Art Ħelwa ع. 48: 32–34. مؤرشف (PDF) من الأصل في 2019-11-23. اطلع عليه بتاريخ 2020-05-04.
8. 1 2 3  Proud 1999، صفحات 183–189
9. ↑  Proud 1999، صفحات 27–28
10. ↑  Proud 1999، صفحة 33
11. ↑  Proud 1999، صفحة 35
12. 1 2 3  Cassar، Paul (1980). "The Correspondence of a Senglea Merchant during the Plague of 1813" (PDF). Hyphen. Upper Secondary School Valletta. ج. 2 ع. 4: 147–157. مؤرشف من الأصل (PDF) في 2020-03-14.
13. 1 2 3  Proud 1999، صفحات 191–193
14. ↑  Bonnici، Alfred (ديسمبر 2010). "The Queen Victoria Malta Half Penny Yellow Postage Stamp". Journal of the Malta Philatelic Society. Malta Philatelic Society. ج. 39 ع. 3: 4.
15. ↑  Proud 1999، صفحات 62–63
16. ↑  "United Kingdom of Great Britain and Northern Ireland". Universal Postal Union. مؤرشف من الأصل في 2020-05-03. اطلع عليه بتاريخ 2020-05-04.
17. ↑  Proud 1999، صفحة 75
18. 1 2 3 4  "The Company". MaltaPost. مؤرشف من الأصل في 2020-05-03. اطلع عليه بتاريخ 2020-05-04.
19. 1 2  "World Post Day Celebrated worldwide". The Malta Independent. 9 أكتوبر 2004. مؤرشف من الأصل في 2020-05-03. اطلع عليه بتاريخ 2020-05-04.
20. ↑  Proud 1999، صفحة 76
21. ↑  Proud 1999، صفحة 79
22. ↑  "More than a number". Times of Malta. 25 فبراير 2018. مؤرشف من الأصل في 2020-05-03. اطلع عليه بتاريخ 2020-05-04.
23. ↑  Proud 1999، صفحة 270، 259
24. ↑  Proud 1999، صفحة 295
25. 1 2  "The Maltese Postal Service – A Short Historical Sketch". The Malta Independent. 22 أغسطس 2010. مؤرشف من الأصل في 2016-03-04. اطلع عليه بتاريخ 2020-05-06.
26. ↑  Proud 1999، صفحة 259
27. ↑  Proud 1999، صفحة 281
28. ↑  Proud 1999، صفحة 299
29. ↑  Proud 1999، صفحة 190
30. ↑  "Malta". Universal Postal Union. مؤرشف من الأصل في 2020-05-03. اطلع عليه بتاريخ 2020-05-04.
31. ↑  Bonnici, Arturo (2 Nov 1974). "Mur gib il-Kavallieri" (PDF). Leħen is-Sewwa (بالمالطية). p. 7. Archived (PDF) from the original on 2020-05-03. Retrieved 2020-05-04.
32. 1 2  Fsadni، Stephanie (23 أكتوبر 2019). "A collectors' paradise". Times of Malta. مؤرشف من الأصل في 2020-05-03.
33. 1 2  "Postcodes as an Integral Part of a Postal Address: Report on Consultation and Decision Notice" (PDF). Malta Communications Authority. 14 مايو 2018. مؤرشف (PDF) من الأصل في 2020-05-06. اطلع عليه بتاريخ 2020-05-06.
34. ↑  "Former chairman wins libel damages". Times of Malta. 22 ديسمبر 2004. مؤرشف من الأصل في 2020-05-06. اطلع عليه بتاريخ 2020-05-06.
35. ↑  "L-orrizont Editor ordered to pay Lm500 for libel". The Malta Independent. 22 ديسمبر 2004. مؤرشف من الأصل في 2013-01-22.
36. ↑  "Maltapost introduces new postcodes". Post & Parcel. 9 أبريل 2007. مؤرشف من الأصل في 2020-05-06. اطلع عليه بتاريخ 2020-05-06.
37. ↑  "MaltaPost launches the Malta Postal Museum". MaltaPost. 17 يونيو 2016. مؤرشف من الأصل في 2016-06-21.
38. ↑  "Malta Postal Museum opens to public". Times of Malta (بالإنجليزية البريطانية). 26 Jun 2016. Archived from the original on 2025-01-25. Retrieved 2025-01-20.
39. 1 2 3 4 5 6 7 8 9 10 11 12 13 14  Stanley Gibbons 2015، صفحات 399–407
40. ↑  Westoby، W. A. S. (1900). The Adhesive Postage Stamps of Europe – Vol. II (PDF). L. Upcott Gill. ص. 57–61. مؤرشف من الأصل (PDF) في 2022-08-08.
41. 1 2 3 4 5 6  Davenhill، Noel (ديسمبر 2019). "British Colonial and Protectorate Stamps – Part 19: Malta" (PDF). Gibbons Stamp Monthly. Stanley Gibbons Ltd. ج. 50 رقم  7. ص. 62–68. مؤرشف من الأصل (PDF) في 2021-05-15.
42. ↑  Davenhill، Noel (ديسمبر 2019). "British Colonial and Protectorate Stamps – Part 19: Malta" (PDF). Gibbons Stamp Monthly]]. Stanley Gibbons Ltd. ج. 50 رقم  7. ص. 62–68. مؤرشف من الأصل (PDF) في 2021-05-15.
43. ↑  "Melita Issue of Malta Stamps: 1922–26". British Empire Philately. مؤرشف من الأصل في 2017-03-16.
44. ↑  Ganado، Albert (2007). "The Melita 3d. Postage Inverted: Politics embroil philately" (PDF). Melita Historica. ج. XIV ع. 4: 409–428. ISSN:1021-6952. مؤرشف من الأصل (PDF) في 2019-01-21.
45. ↑  Smith، Simon C (2008). "Dependence and independence: Malta and the end of empire" (PDF). Journal of Maltese History ع. 1: 34. مؤرشف من الأصل (PDF) في 2024-03-01. اطلع عليه بتاريخ 2020-08-28.
46. 1 2 3  Buttigieg 2014، صفحات 145–148
47. 1 2 3 4 5  Buttigieg 2014، صفحات 22–122
48. 1 2  Buttigieg 2014، صفحات 125–127
49. ↑  "Stamp dispensing machine at St Luke's Hospital". Times of Malta. 20 أكتوبر 2002. مؤرشف من الأصل في 2020-05-04. اطلع عليه بتاريخ 2020-05-04.
50. ↑  "Christmas stamps surcharge withdrawn". Times of Malta. 19 نوفمبر 2002. مؤرشف من الأصل في 2020-05-04. اطلع عليه بتاريخ 2020-05-04.
51. ↑  Buttigieg 2014، صفحات 128–142
52. ↑  Cassar, Lino (27 Feb 2005). "Il-misteru tal-bolli li qatt ma ħarġu!". It-Torċa (بالمالطية). p. 40.
53. ↑  "Lot 30792 – Malta: 2002 Movies UNISSUED set of five in mint nh traffic light marginal singles". David Feldman International Auctioneers. ديسمبر 2018. مؤرشف من الأصل في 2020-05-03. اطلع عليه بتاريخ 2020-05-04.
54. ↑  Debattista، Marlene (20 سبتمبر 2007). "Joint stamp issues". Times of Malta. مؤرشف من الأصل في 2020-05-04. اطلع عليه بتاريخ 2020-05-04.
55. ↑  "Maltapost Launches innovative personalised stamps". The Malta Independent. 25 مايو 2005. مؤرشف من الأصل في 2020-05-03. اطلع عليه بتاريخ 2020-05-04.
56. ↑  "Personalised Stamps...With MaltaPost". MaltaPost. مؤرشف من الأصل في 2020-05-03. اطلع عليه بتاريخ 2020-05-04.
57. 1 2  Camilleri، Antoinette (11 فبراير 2008). "Lm denomination stamps". Times of Malta. مؤرشف من الأصل في 2020-05-03. اطلع عليه بتاريخ 2020-05-04.
58. 1 2  "Guidelines for the usage of Maltese lira denominated value documents and stamps" (PDF). National Euro Changeover Committee. 17 أكتوبر 2006. مؤرشف (PDF) من الأصل في 2018-02-01. اطلع عليه بتاريخ 2020-05-04.
59. ↑  Muscat Inglott، Adrian (22 أبريل 2007). "Euro information". Times of Malta. مؤرشف من الأصل في 2020-05-03. اطلع عليه بتاريخ 2020-05-04.
60. ↑  "Maltapost celebrates Malta's heritage with new definitive set". Times of Malta. 28 ديسمبر 2009. مؤرشف من الأصل في 2020-05-04. اطلع عليه بتاريخ 2020-05-04.
61. ↑  "MaltaPost definitive issue – Additional values set of 2 stamps". Gozo News. 7 مارس 2012. مؤرشف من الأصل في 2020-05-04. اطلع عليه بتاريخ 2020-05-04.
62. ↑  "Memorial to bravery of Santa Marija convoy". Times of Malta. 10 أغسطس 2012. مؤرشف من الأصل في 2020-05-04. اطلع عليه بتاريخ 2020-05-04.
63. 1 2 3 4 5 6 7  Buttigieg 2012، صفحات 177–186
64. ↑  Buttigieg 2014، صفحات 149–157
65. ↑  Buttigieg 2014، صفحات 171–176
66. ↑  Central Bank of Malta نسخة محفوظة 2013-10-29 على موقع واي باك مشين., The Coinage of Malta
67. 1 2  Buttigieg 2012، صفحات 187–190
68. ↑  "Postage-paid envelopes". Times of Malta. 19 يوليو 2003. مؤرشف من الأصل في 2020-05-02. اطلع عليه بتاريخ 2020-05-04.
69. ↑  "Maltapost Issues new postage-paid envelopes". The Malta Independent. 13 مايو 2006. مؤرشف من الأصل في 2020-05-02. اطلع عليه بتاريخ 2020-05-04.
70. ↑  Buttigieg 2014، صفحات 197–201
71. ↑  "Postage Paid Envelopes". MaltaPost. مؤرشف من الأصل في 2020-05-02. اطلع عليه بتاريخ 2020-05-04.
72. ↑  "Personalised Postage Paid Envelopes". MaltaPost. مؤرشف من الأصل في 2020-05-02. اطلع عليه بتاريخ 2020-05-04.
73. ↑  S.، J. (1866). "Malta stamps". The Stamp Collector's Magazine. ج. IV. ص. 163–164. مؤرشف من الأصل في 2022-06-29.
74. ↑  Chircop, Sean (Jan 2017). "Is-Soċjetà ta' Triq Sant' Emidju" (PDF). The Melite Post (بالمالطية). Il-Grupp Filateliku taż-Żejtun (1): 6. Archived (PDF) from the original on 2020-05-04. Retrieved 2020-05-04.
75. ↑  "History". Sliema Stamp Shop. مؤرشف من الأصل في 2020-05-04. اطلع عليه بتاريخ 2008-12-21.
76. ↑  "About Us". Gozo Philatelic Society. مؤرشف من الأصل في 2018-09-08. اطلع عليه بتاريخ 2020-05-04.
77. ↑  "80 years of postal history in Żejtun". Times of Malta. 29 يناير 2017. مؤرشف من الأصل في 2020-05-04. اطلع عليه بتاريخ 2020-05-04.
78. ↑  "History". Malta Study Circle. مؤرشف من الأصل في 2019-12-15. اطلع عليه بتاريخ 2020-05-04.
79. ↑  "Information". Malta Study Circle. مؤرشف من الأصل في 2020-04-15.
80. ↑  "President George Vella stamp collection exhibited in Gozo". Times of Malta. 8 نوفمبر 2021. مؤرشف من الأصل في 2021-11-08. اطلع عليه بتاريخ 2021-11-09.